# Liste des épisodes de Scandal
Cet article présente la liste des épisodes de la série télévisée américaine Scandal.

## Panorama des saisons
| Saison | Nombre d'épisodes | Diffusion originale sur ABC | Diffusion originale sur ABC | Diffusion originale sur ABC |
| Saison | Nombre d'épisodes | Années                      | Début de saison             | Fin de saison               |
| ------ | ----------------- | --------------------------- | --------------------------- | --------------------------- |
| 1      | 7                 | 2012                        | 5 avril 2012                | 17 mai 2012                 |
| 2      | 22                | 2012-2013                   | 27 septembre 2012           | 16 mai 2013                 |
| 3      | 18                | 2013-2014                   | 3 octobre 2013              | 17 avril 2014               |
| 4      | 22                | 2014-2015                   | 25 septembre 2014           | 14 mai 2015                 |
| 5      | 21                | 2015-2016                   | 24 septembre 2015           | 12 mai 2016                 |
| 6      | 16                | 2017                        | 19 janvier 2017             | 18 mai 2017                 |
| 7      | 18                | 2017-2018                   | 5 octobre 2017              | 19 avril 2018               |

## Première saison (2012)
Note : Lors de la diffusion dans les pays francophones, les titres d'épisodes ne sont parfois pas les mêmes. Les premiers titres indiqués correspondent à ceux utilisés dans le pays de première diffusion en français, les autres sont indiqués en second le cas échéant.
1. Mon petit cœur / Gladiateurs en costard (Sweet Baby)
2. Secrets d'alcôve / Vilains petits secrets (Dirty Little Secrets)
3. Solidarité féminine / Vengeance de femme (Hell Hath No Fury)
4. Ruptures / Ennemi d'état (Enemy of the State)
5. Crash (Crash and Burn)
6. Jeu de piste / Juste un instant (The Trail)
7. Les Femmes du Président / Sexe, mensonge et vidéo (Grant: For the People)

## Deuxième saison (2012-2013)
Le 11 mai 2012, la série a été renouvelée pour une deuxième saison diffusée entre le 27 septembre 2012 et le 16 mai 2013 composée de vingt-deux épisodes.
1. Affaire suivante / Faute de preuves (White Hat's Off)
2. Double vie / Aimez-vous les uns les autres (The Other Woman)
3. Thorngate / Chasse gardée (Hunting Season)
4. Washington déboutonnée / Les dessous de Washington (Beltway Unbuckled)
5. Tous les chemins mènent à Fitz (All Roads Lead to Fitz)
6. Tueur un jour, tueur toujours / Espion es-tu là ? (Spies Like Us)
7. Défiance / Les coulisses de la victoire (Defiance)
8. Happy Birthday, Mr. President (Happy Birthday, Mr. President)
9. Coup d'État / Rendez-vous piégé (Blown Away)
10. Résurrection / Résurrection foudroyante (One for the Dog)
11. Conspiratrice, putain, idiote et menteuse / De père en fils (A Criminal, a Whore, an Idiot and a Liar)
12. Action ou vérité ? (Truth or Consequences)
13. Juste toi et moi / Ne me quitte pas (Nobody Likes Babies)
14. Double jeu / Elle s'appelait Wendy (Whiskey Tango Foxtrot)
15. Filatures / Un homme à marier (Boom Goes the Dynamite)
16. Clause de moralité / Liaison dangereuse (Top of the Hour)
17. Le ver est dans le fruit / Pauvre petite fille riche (Snake in the Garden)
18. Prends garde à toi, Molly / Haute trahison (Molly, You in Danger, Girl)
19. Sept cinquante-deux / Confessions de l'ombre (Seven Fifty-Two)
20. Une femme bafouée / Tout le monde peut se tromper (A Woman Scorned)
21. Des questions ? / Vie privée, vie publique (Any Questions?)
22. Le Droit Chemin / Passage aux aveux (White Hat's Back On)

## Troisième saison (2013-2014)
Le 10 mai 2013, la série a été renouvelée pour une troisième saison qui a été diffusée en deux parties : à l'automne du 3 octobre 2013 au 12 décembre 2013, et à l'hiver du 27 février 2014 au 17 avril 2014.
1. Quand la vérité éclate / Les femmes du président (It's Handled)
2. Devine qui vient dîner ? / Un dimanche pas comme les autres (Guess Who's Coming to Dinner)
3. Madame Smith à Washington / Une mère explosive (Mrs. Smith Goes to Washington)
4. Le Petit oiseau va sortir / Sextos et dépendances (Say Hello to My Little Friend)
5. La Vérité sur Remington / Atout cœur (More Cattle, Less Bull)
6. Icare / Opération Remington (Icarus)
7. À toi de jouer, Mellie ! / Première dame (Everything's Coming Up Mellie)
8. Douce campagne / Amants de temps en temps  (Vermont is for Lovers, Too)
9. YOLO / Dangereuse manipulation (YOLO)
10. Le diable s'en est mêlé / Quand le diable s'en mêle (A Door Marked Exit)
11. Mustang Sally / Publius (Ride, Sally, Ride)
12. On ne touche pas aux premières dames / Scènes de la vie conjugale (We Do Not Touch the First Ladies)
13. Pas de soleil à l'horizon / Une place au soleil (No Sun on the Horizon)
14. Kiss Kiss Bang Bang / La Pire journée de sa vie (Kiss Kiss Bang Bang)
15. Le Coup de grâce / Portrait de famille (Mama Said Knock You Out)
16. L'Ambianceuse / Alerte au feu (The Fluffer)
17. De chair et de sang / Ma chair et mon sang (Flesh and Blood)
18. Le Prix d'une élection libre et loyale / L'Échiquier du pouvoir (The Price of Free and Fair Election)

## Quatrième saison (2014-2015)
Le 8 mai 2014, la série a été renouvelée pour une quatrième saison diffusée en deux parties : à l'automne du 25 septembre 2014 au 20 novembre 2014 sur ABC  et à l'hiver du 29 janvier 2015 au 14 mai 2015.
1. Randy, la rouquine, la foldingue et Julia / Dans la peau d'Olivia Pope (Randy, Red, Superfreak and Julia)
2. L'État de l'union / État de choc (The State of the Union)
3. À l'intérieur de la bulle / L’invité (Inside the Bubble)
4. Tel père, telle fille / Tel Fitz, telle fille (Like Father, Like Daughter)
5. La Clé / Témoin-clé (The Key)
6. Un homme innocent (An Innocent Man)
7. Vilain bébé / Subversion (Baby Made a Mess)
8. Dernier dîner (The Last Supper)
9. Là où le soleil ne brille pas / Mariage à la Maison Blanche (Where the Sun Don't Shine)
10. Cours ! / La porte rouge (Run)
11. Où est la dame noire ? / La belle captive (Where's the Black Lady?)
12. Le Prix à payer (Full Circle)
13. Plus de massacre / Adjugée, vendue (No More Blood)
14. Abus de pouvoir (The Lawn Chair)
15. Le Testament de Diego Muñoz / Éclat de rire (The Testimony of Diego Muñoz)
16. Femmes libérées (It's Good to Be Kink)
17. La Bague au doigt (Put a Ring On It)
18. Tu honoreras ton père (Honor Thy Father)
19. La Loi Brandon / Le glaive de la justice (I'm Just a Bill)
20. Le Blues de la Première Dame / La martre noire (First Lady Sings the Blues)
21. Quelques femmes bien / Foxtail (A Few Good Women)
22. On ne peut rien contre le commandant (You Can't Take Command)

## Cinquième saison (2015-2016)
Le 7 mai 2015, ABC renouvelle la série pour une cinquième saison de 21 épisodes, diffusée du 24 septembre 2015 au 12 mai 2016.
1. Lourde est la tête qui porte la couronne (Heavy is the Head)
2. Affirmatif (Yes)
3. Paris en flammes (Paris is Burning)
4. Messages subliminaux (Dog-Whistle Politics)
5. Mademoiselle est servie (You Got Served)
6. Issue de secours (Get Out of Jail, Free)
7. Même le diable mérite une seconde chance (Even the Devil Deserves a Second Chance)
8. L'Interprète (Rasputin)
9. Chérie, il fait froid dehors (Baby, It's Cold Outside)
10. Projet Mercury (It's Hard Out Here for a General)
11. La Candidate (The Candidate)
12. En roue libre (Wild Card)
13. Le poisson pourrit toujours par la tête (The Fish Rots from the Head)
14. Je te vois (I See You)
15. Posez vos stylos (Pencils Down)
16. La Mauvaise Éducation de Susan Ross (The Miseducation of Susan Ross)
17. Tchac ! (Thwack !)
18. Jusqu'à ce que la mort nous sépare (Till Death Do Us Part)
19. Attachez vos ceintures (Buckle Up)
20. Joker (Trump Card)
21. Bravo, ma fille ! (That's My Girl)

## Sixième saison (2017)
Le 3 mars 2016, la série a été renouvelée pour une sixième saison de seize épisodes, diffusée du 26 janvier 2017 au 18 mai 2017.
1. La Survie du plus fort (Survival of the Fittest)
2. Les Grands Moyens (Hardball)
3. Un destin pire que la mort (Fates Worse Than Death)
4. La Ceinture (The Belt)
5. Courbettes et politesses (They All Bow Down)
6. Zanzibar (Extinction)
7. Un traître parmi nous (A Traitor Among Us)
8. En avoir ou pas (A Stomach for Blood)
9. Un mort dans l'eau (Dead In The Water)
10. La Décision (The Decision)
11. Le Cheval de Troie (Trojan Horse)
12. Miséricorde (Mercy)
13. La Boîte (The Box)
14. Jeu de tête (Head Games)
15. Tic-Tac (Tick Tock)
16. Transfert de pouvoir (Transfer of Power)

## Septième saison (2017-2018)
Le 10 février 2017, la série est renouvée pour une septième et dernière saison de 18 épisodes, diffusée du 5 octobre 2017 au 19 avril 2018.
1. Le Monument (Watch Me)
2. Poignée de main (Pressing the Flesh)
3. 101 jours (Day 101)
4. Les Disparues (Lost Girls)
5. Rentre chez toi (Adventures in Babysitting)
6. Vampires (Vampires and Bloodsuckers)
7. La Roulette russe (Something Borrowed)
8. Robin (Robin)
9. Des gens biens (Good People)
10. Le Peuple vs Olivia Pope (The People vs. Olivia Pope)
11. Seule contre tous (Army of One)
12. Permettez-moi de me représenter (Allow Me to Reintroduce Myself)
Début du Crossover avec Murder S04E13 - Bataille suprême
13. Air Force Two (Air Force Two)
14. La Liste (The List)
15. Nuisance sonore (The Noise)
16. Des gens comme moi (People Like Me)
17. Sous le soleil (Standing in the Sun)
18. Au bord du gouffre (Over a Cliff)

## Épisode spécial
| N° d'épisode | Titre original    | Diffusé entre | Date de diffusion originale | Audience (en millions de téléspectateurs) |
| ------------ | ----------------- | --- | --------------------------- | ----------------------------------------- |
| 1            | The Secret is Out | Le droit chemin / Passage aux aveux (Fin de la saison 2) Quand la vérité éclate / Les Femmes du président (Début de la saison 3) | 3 octobre 2013              | 5.75                                      |